# Jacques Debelmas
Jacques Debelmas, né le 14 juin 1925 à Béziers et mort le 31 mars 2018 à La Tronche, est un géologue français spécialiste de la géologie des Alpes.

## Biographie
Il fait ses études secondaires et supérieures à Grenoble où son père était inspecteur des contributions directes.
Il obtient une licence de Sciences naturelles comportant cinq certificats avec la mention Très bien, et l'agrégation de sciences naturelles à 23 ans, il devient professeur au lycée de Rouen et chargé de cours à l’annexe scientifique rouennaise de l’Université de Caen Basse-Normandie.
De retour à Grenoble en 1950, appelé par le professeur Maurice Gignoux comme chef de travaux pratiques de géologie, il commence son travail  sur la géologie des environs de Briançon, en liaison avec un autre géologue, Marcel Lemoine, de l’École des mines de Paris. Sa thèse, soutenue en 1953, lui vaut le prix Fontannes de la Société géologique de France en 1959.
Il devient professeur titulaire en 1961, dans la chaire de géologie générale qui avait vu s’y succéder depuis 1849 Charles Lory, Wilfrid Kilian, Maurice Gignoux et Léon Moret. Il en est le dernier titulaire, les chaires ayant été supprimées en 1968.
Il est ensuite élu directeur de l’Unité d'enseignement et de recherche (UER) de géologie de 1970 à 1974, directeur du laboratoire de géologie alpine associé au Centre national de la recherche scientifique (CNRS), de 1970 à 1980 (labo qui deviendra l'Institut des Sciences de la Terre), président de la commission de géologie du CNRS de 1980 à 1984, et reçoit le prix Gaudry de la Société géologique de France en 1986, société qu’il a présidée en 1970-71.
Il participe activement, en tant qu’alpin, au congrès géologique international de Paris, en 1980, congrès qui vit le triomphe de la théorie des plaques et son application aux Alpes, donnant ainsi un élan nouveau aux recherches en cours dans cette chaîne, notamment dans les parties de la chaîne étudiées par lui et Marcel Lemoine. Elles offrent en effet à l’air libre ce que les océanographes observaient si difficilement sur les fonds océaniques.
Dans ses deux dernières années d’activité, Jacques Debelmas assurait aussi un cours de Géologie structurale à l’École normale supérieure de Lyon, soit de 1990 à 1992, année où il prend sa retraite.
Professeur émérite de 1992 à 1996.
Vers la fin de sa carrière, il résume  son expérience des Alpes et des autres chaînes qu’il connaissait (Pyrénées, Maroc, Carpates, Iran, Andes, Himalaya, Japon) dans un ouvrage de synthèse intitulé Les Grandes structures géologiques  (éditions Dunod, cinq éditions entre 1991 et 2008, en collaboration avec Georges Mascle et Christophe Basile).
Mais, en même temps, il assiste à la mutation de la géologie française où, au terme de deux siècles d’efforts, les géologues sont peu à peu remplacés par des géophysiciens. Aussi a-t-il écrit, en collaboration avec quelques-uns de ses anciens collègues, une Histoire de l’exploration géologique des Alpes françaises, parue aux éditions des Mines de Paris en 2011, premier volume d’une série dirigée par Jean Gaudant et qui intéresse toutes les régions de France. Il lui a paru nécessaire de résumer ainsi les deux siècles de recherches pendant lesquels géologues français, suisses et italiens font des Alpes l’une des chaînes les mieux connues du monde.
En reconnaissance de son œuvre alpine et de son activité au sein de l’Académie Delphinale qu’il a trois fois présidée, la ville de Grenoble lui a décerné en 2010 sa grande médaille d’or.

## Publications

### Ouvrages
Outre environ 220 articles, il publie une quinzaine d’ouvrages parmi lesquels on peut noter, en plus des deux précédemment cités :
- Géologie de la France (2 volumes ; éditions Doin, 1974) ;
- Les grandes structures géologiques : Dunod, Paris, 2008 (5e édition ; Présentation en ligne).

Il publie aussi des ouvrages de vulgarisation, notamment deux volumes dans la célèbre collection des « guides géologiques régionaux » à couverture rouge, des années 1970-1980, et deux autres guides : 
- ‘’Alpes de Savoie’’ (éditions Masson, 1982) ;
- ‘’Alpes du Dauphiné’’ (éditions Masson, 1983) ;
- ‘’Géologie de la Vanoise’’ (deux ouvrages, l’un en 1994, l’autre en 1997, en collaboration avec J. Desmons, aux éditions du B.R.G.M.) ;
- ‘’Le massif des Écrins’’ (éditions du B.R.G.M., 2002) ;

ainsi que deux ouvrages d’introduction à la géologie :
- ‘’Découverte géologique des Alpes du Nord’’ (éditions du B.R.G.M., 1979) ;
- ‘’Découverte géologique des Alpes du Sud ‘’(éditions du B.R.G.M., 1989) ;

et un film d’enseignement pour étudiants universitaires, en collaboration avec Marcel Lemoine :
- ‘’Du Vercors au Viso, un survol géologique des Alpes’’ (1964), modernisé en 1997 avec la collaboration de Bernard Labesse (centre audio-visuel de l’E.N.S. de Saint-Cloud).

### Cartographie
La cartographie géologique est, pour Jacques Debelmas, la base de toute recherche en géologie car elle représente le moyen de rassembler et synthétiser un maximum d’informations. De ce fait, il a consacré une partie de son œuvre, dans la zone alpine, au lever, à la synthèse et à la publication de telles cartes, d’abord au 80 000e puis, dès 1950, au 50 000e, seul ou, le plus souvent, en collaboration.